# Palau Pitti

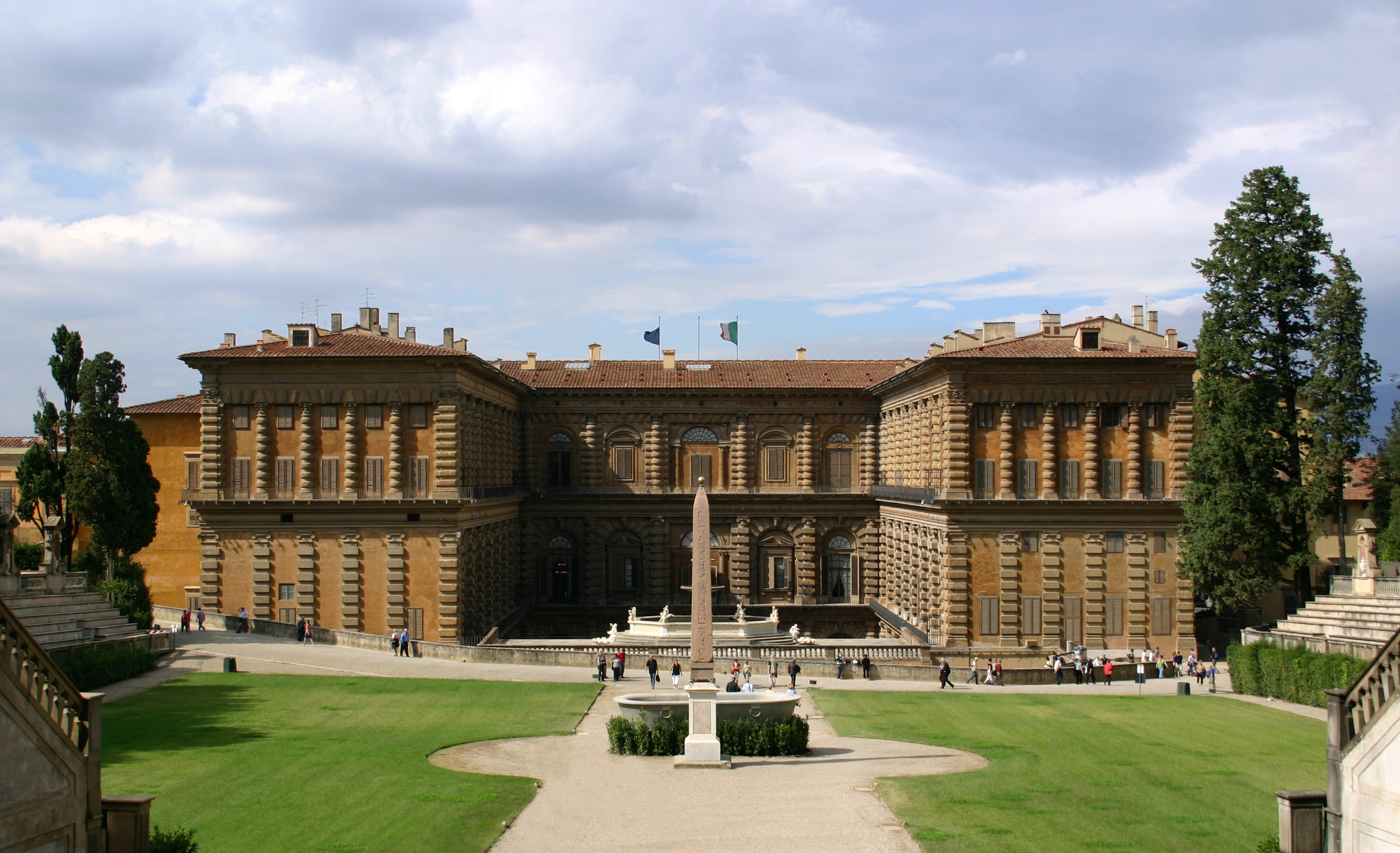
Jardí que encara l'amfiteatre dels Jardins de Bòboli

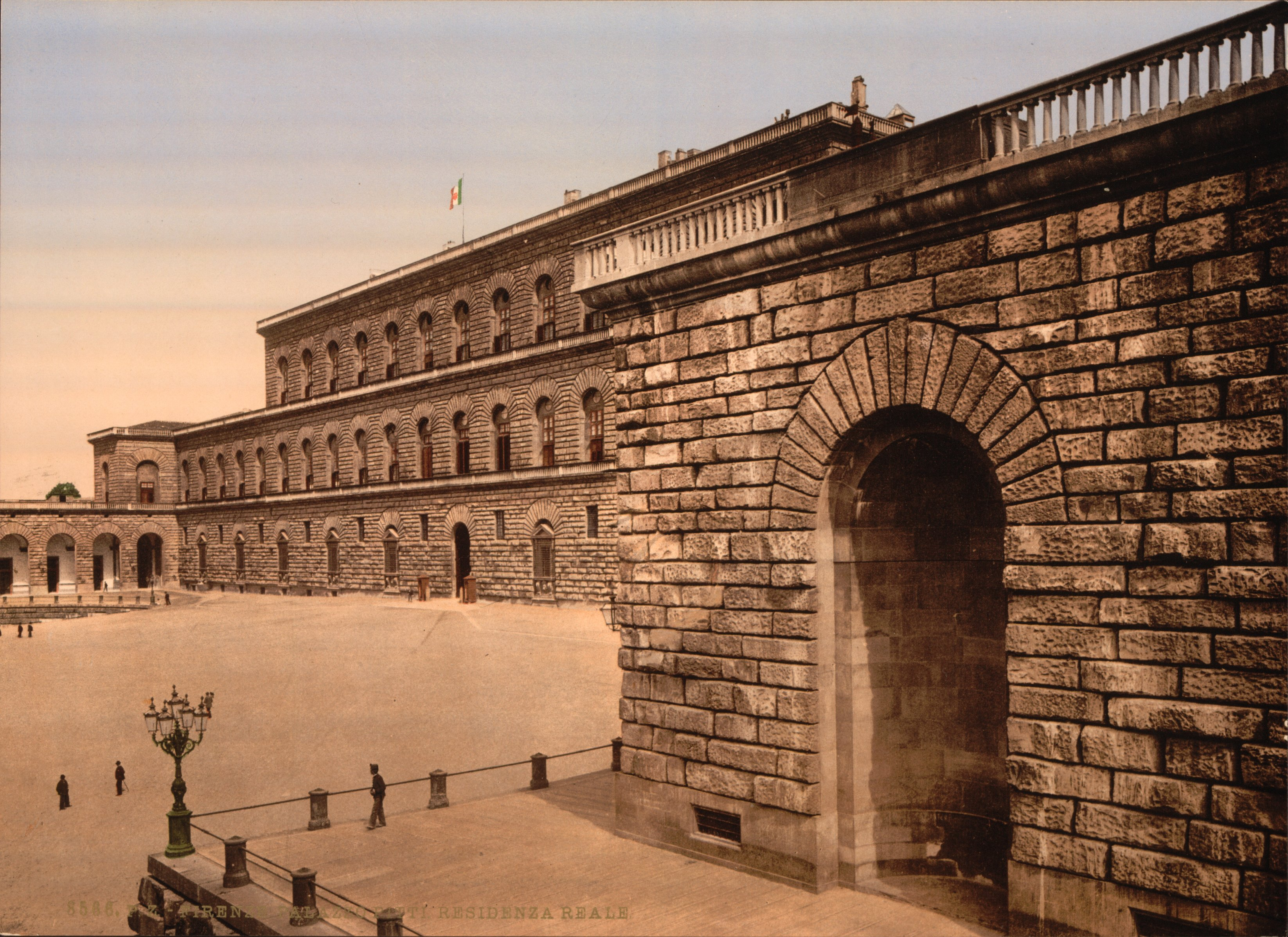
Fotografia tintada del Palau Pitti (principis del), encara conegut com La Residenza Reale per ser la residència de rei d'Itàlia entre 1865 - 1871, quan Florència era la capital del regne.

El Palau Pitti (Palazzo Pitti, oficialment i en italià) és un gegantesc palau renaixentista de Florència, Itàlia. Està situat a la riba sud del riu Arno, a molt curta distància del Ponte Vecchio. L'aspecte de l'actual palau data del 1458 i era originalment la residència urbana de Lucca Pitti, un banquer florentí.
Va ser comprat per la família Mèdici el 1539 com a residència oficial dels grans ducs de la Toscana. En el segle xix, el palau va ser usat com a base militar per Napoleó I, i després va servir, durant un curt període, com a residència oficial dels reis d'Itàlia. A principis del segle xx, el palazzo, juntament amb el seu contingut, va ser donat al poble italià per Víctor Manuel III; per la qual cosa, es van obrir les portes al públic i es va convertir en una de les més grans galeries d'art de Florència. Avui dia, continua sent un museu públic, però se n'han ampliat les col·leccions inicials.
El palau és ara el complex museístic més gran de Florència. El bloc principal del palau, sovint en un edifici d'aquest disseny conegut com a corps de logis, té 32.000 metres quadrats.
El Palazzo Pitti és una part integral del Centre Històric de Florència, que va ser inscrit com a Patrimoni de la Humanitat per la UNESCO el 1982. El palau exemplifica el patrimoni renaixentista i la continuïtat urbana de Florència.

## Orígens

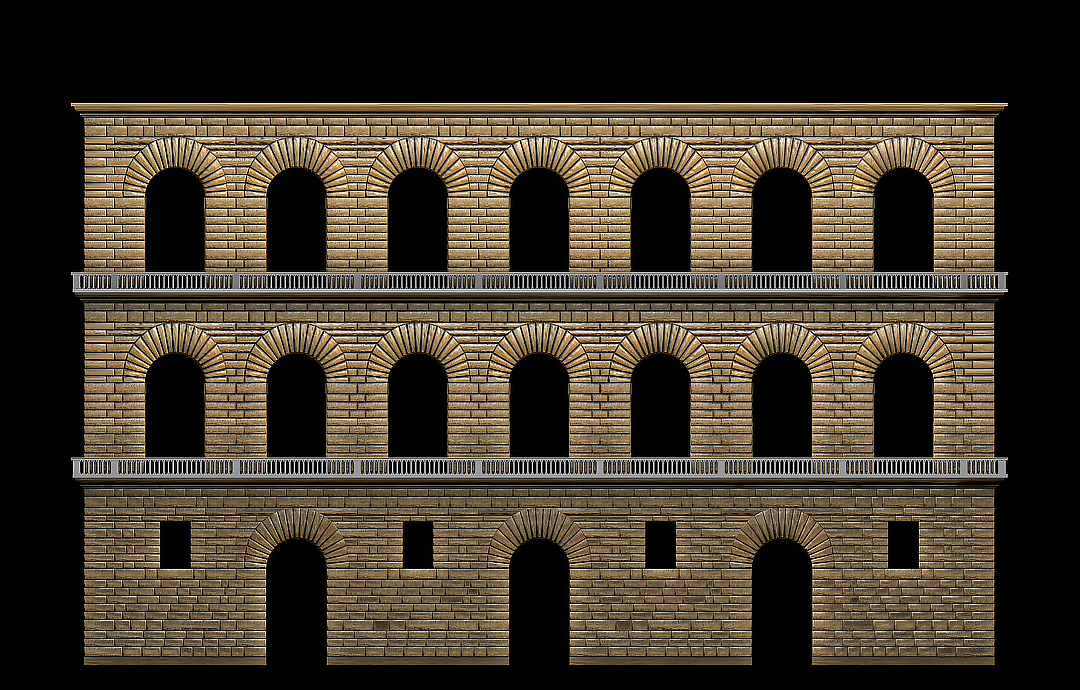
Reconstrucció virtual de la façana del del Palazzo Pitti.

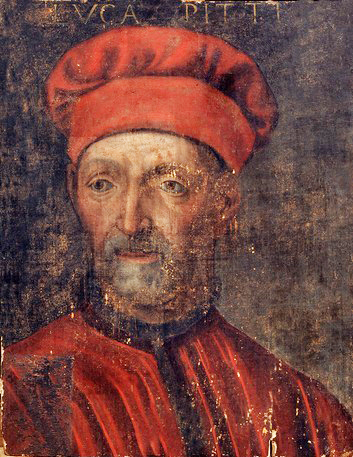
Luca Pitti (1398–1472) va començar les obres del palau el 1458.

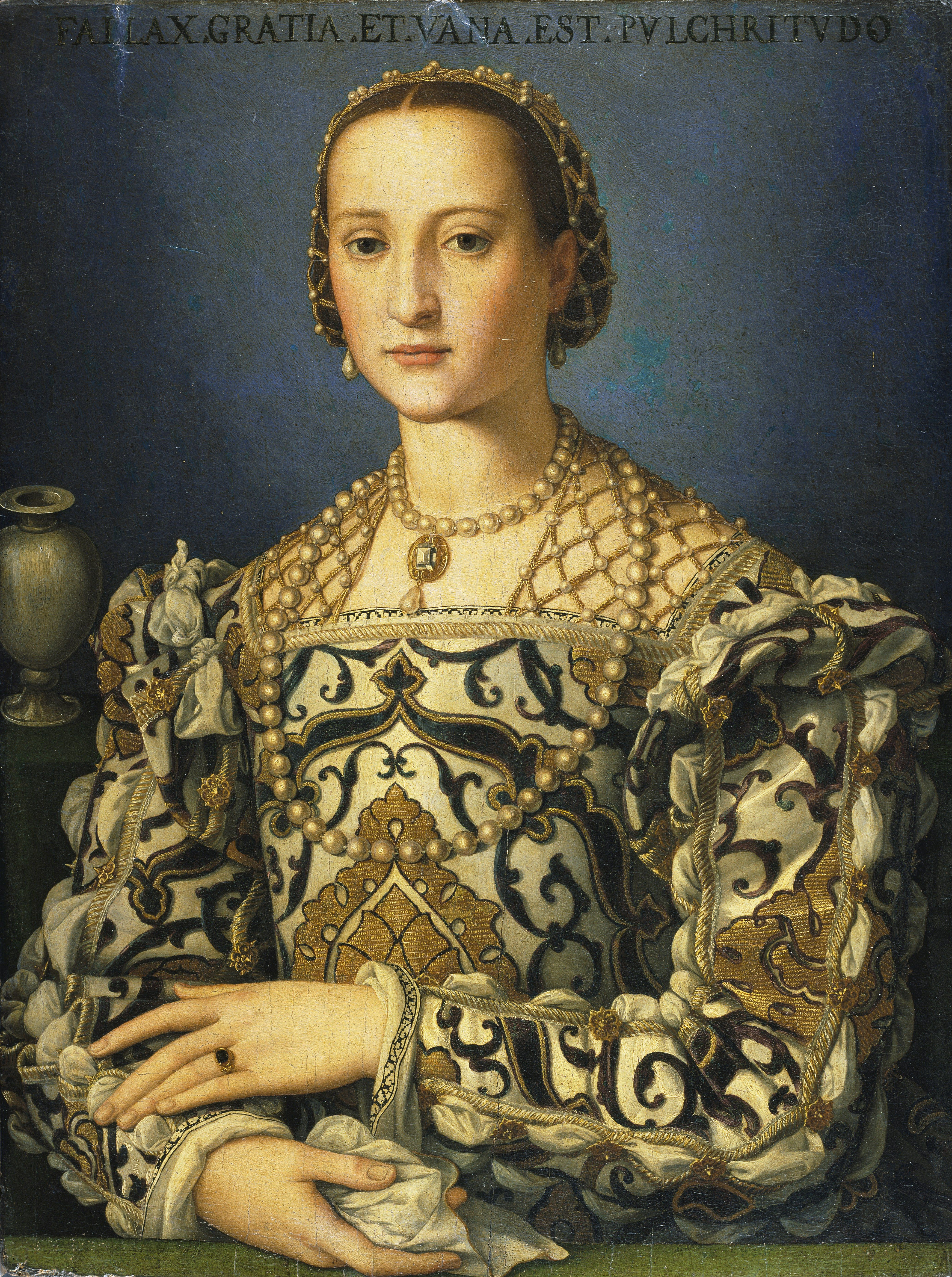
Elionor de Toledo, gran duquessa de Toscana, va adquirir el palau de la família Pitti el 1549. Retrat d'Agnolo Bronzino

La construcció d'aquest sever i imponent edifici va ser encarregada el 1458 pel banquer florentí Lucca Pitti, amic i aliat de Cosme el Vell. La història primerenca d'aquest palau és una barreja de mite i realitat. Es diu que Lucca Pitti volia construir un gran palau que desbanqués el Palau Mèdici Riccardi, donant precises instruccions sobre la grandària de les finestres (aquestes havien de ser més grans que el pòrtic del palau).
Personalitats com Vasari van mantenir que Brunelleschi fou el veritable arquitecte del palau i que el seu aprenent Lucca Fancelli hi va realitzar simplement la tasca d'ajudant. Actualment, s'atribuïx el disseny del palau a Fancelli. A part de les òbvies diferències estilístiques entre ambdós arquitectes, Brunelleschi va morir dotze anys abans que comencessin les obres del palau. El disseny i la posició dels vans suggereixen que Fancelli tenia més experiència en arquitectura utilitària domèstica que en les regles humanistes definides per Alberti en el seu manual De Re Aedificatoria.
El palau original, encara que impressionant, no va assolir rivalitzar en termes de grandària i contingut amb la magnificència de les residències de la família Mèdici. L'arquitecte anava contra corrent a la moda de l'època, perquè la maçoneria encoixinada de la pedra reforçada per la repetició de vans i arcades donen a l'edifici una aparença severa i dura, que recorda un aqüeducte de l'Imperi Romà (art all'antica). Aquest disseny original ha superat el pas del temps, ja que la fórmula de la seva façana es va mantenir durant les successives ampliacions del palau, i s'ha estès la seva influència en nombroses imitacions durant la seva època i en les recreacions del segle xviii. Els treballs del palau es van parar després dels incidents financers que va sofrir Lucca Pitti arran de la mort de Cosme el Vell el 1464, i quedà el palau inconclús a la mort d'aquest, el 1472.

## Els Mèdici

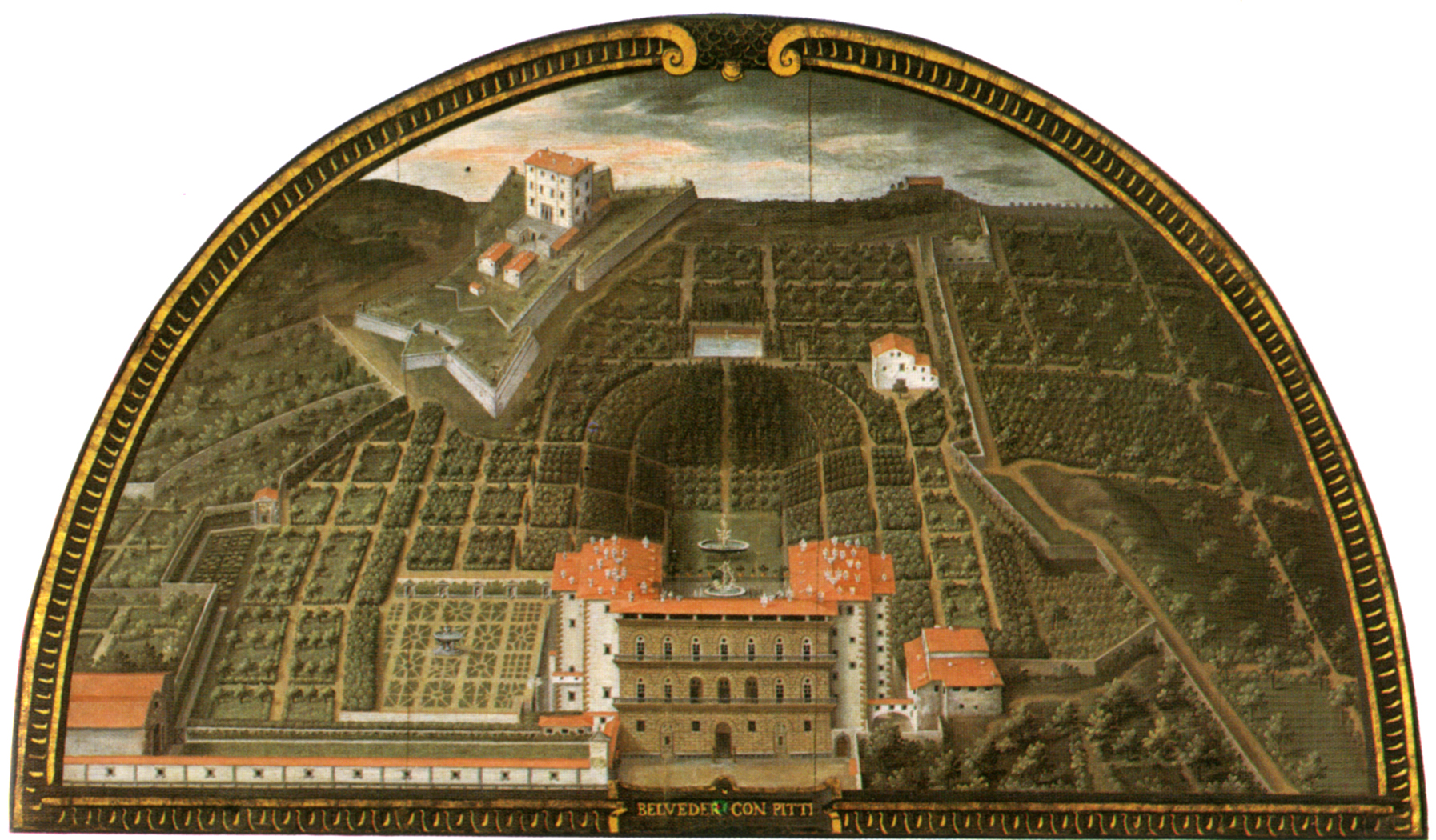
Volta pintada el 1599 per Giusto Utens, que reprodueix el palau original, els Jardins del Bòboli i l'amfiteatre.

L'edifici va ser venut el 1549 per Buonaccorso Pitti, descendent de Lucca, a Elionor de Toledo, esposa de Cosme I de Mèdici, gran duc de Toscana, i que havia estat educada en la luxosa cort de Nàpols. En mudar-se al palau, Cosme va encomanar-ne a Vasari l'ampliació per a adequar-lo als seus gustos i necessitats.
La grandària del palau va augmentar considerablement i es va construir un passadís elevat des de l'antiga residència reial, el Palazzo Vecchio, travessant els Uffizi i el Ponte Vecchio, al Palazzo Pitti. A més, es van adquirir uns terrenys al fons del palau, al pujol del Bòboli, per a crear un gran parc, els Jardins de Bòboli. Els paisatgistes que van treballar en aquest projecte van ser Niccolo Tribolo i Bartolommeo Ammanati. El disseny original del jardí envoltava un amfiteatre, situat darrere del corps de logis del palau, en el qual es representaven obres de teatre de dramaturgs de la talla de Giovanni Battista Cini per a la culta cort florentina

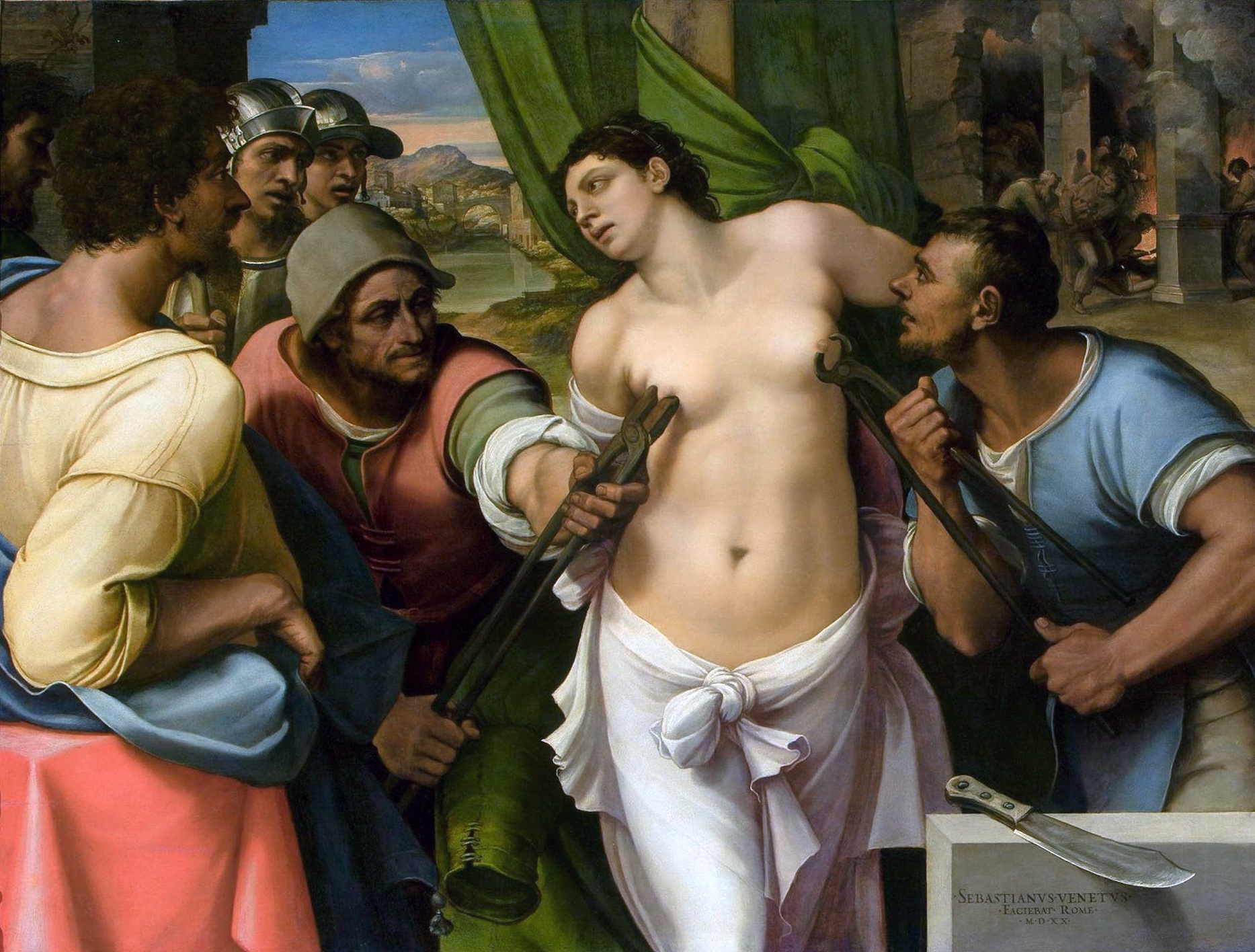
Martiri de santa Àgata, de Sebastiano del Piombo, comprat pels Mèdici per a les seves famoses col·leccions

## Ampliacions

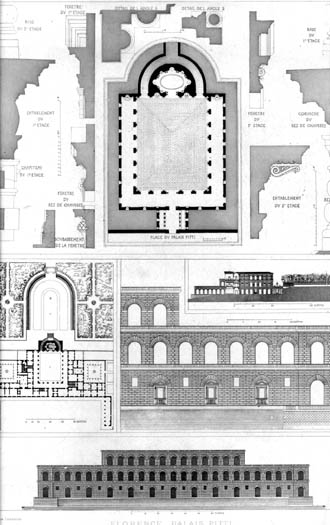
Plànol arquitectònic del sobre el palau Pitti

Quan es va acabar el projecte dels jardins, Ammanati va centrar l'atenció en la construcció d'una gran cortile (pati) després de la façana principal, per a unir el palau amb els flamants jardins. Perquè estigués al mateix nivell que la plaça, es va haver d'excavar en el vessant del pujol del Bòboli. La maçoneria acanalada d'aquest pati ha estat copiada en nombrosos palaus, com va fer Maria de Mèdici (regent de França) en la seva residència parisenca, el Palau de Luxemburg.
Així mateix, es van introduir a la façana les finestre inginocchiate, finestres agenollades, en referència a la seva semblança amb un reclinatori, o Prie-Dieu, que van ser creades per Miquel Àngel.
Entre els anys 1558 i 1570, Ammanati hi va construir una escala monumental, que permetés accedir amb més pompa al piano nobile, i va afegir dues ales al palau, que envoltaven el tot just creat pati. En el lateral que dona al jardí, va projectar una gruta anomenada grotto de Moisés, per a l'estàtua de pòrfir allí situada, i sobre la terrassa superior, a nivell de les finestres del piano nobile, la font de Carciofo, 'la font de la carxofa', dissenyada per l'assistent de Giambologna, Francesco Susini (1641).
El 1616, es va obrir un concurs per a dissenyar l'ampliació de la principal façana urbana mitjançant tres mòduls en cada extrem. El guanyador va ser-ne Giulio Parigi. Els treballs en l'ala nord van començar el 1618 i en la sud el 1631, aquesta última a càrrec d'Alfonso Parigi.
Durant el segle xviii, s'hi van construir dues ales perpendiculars, dissenyades per l'arquitecte Giuseppe Ruggeri, a fi de crear una plaça central frontal a la façana, prototip de cour d'honeur, després copiat a França. Moltes altres alteracions i addicions menors s'hi van fer durant anys sota distints governants i a càrrec d'arquitectes diversos.

## Els Lorena i els Savoia
El palau va ser la residència principal dels Mèdici fins a la mort, el 1737, de l'últim hereu del llinatge, Joan Gastó de Mèdici, Gran Duc de Toscana. La propietat va passar llavors a les mans dels nous ducs, membres de la Casa de Lorena, en la persona de Francesc I, emperador del Sacre Imperi. La propietat del palau per part dels austríacs va ser breument interrompuda per Napoleó, qui va utilitzar el palau com a residència durant el seu domini d'Itàlia.
Quan, el 1860, la Toscana es va convertir en una província del Regne d'Itàlia, el palau esdevingué propietat de la Casa de Savoia. Després del Risorgimento, mentre Florència va servir per poc temps com capital d'Itàlia, el Rei el va utilitzar com a residència fins al 1871.
El seu net, Víctor Manuel III, va donar el palau a la nació el 1919. El palau i altres edificis dins dels Jardins de Bòboli van ser dividits en cinc galeries d'art i un museu, que alberguen la major part del seu contingut original i diverses adquisicions estatals. Les 140 habitacions obertes al públic pertanyen a les ampliacions del nucli original que es van fer en els segles xvii i XVII. Es conserven interiors antics i addicions posteriors, com el saló del tron. L'any 2005, s'hi van descobrir uns banys del segle xviii, que mostren instal·lacions de fontaneria molt similars als sanitaris actuals.

## Galeria Palatina

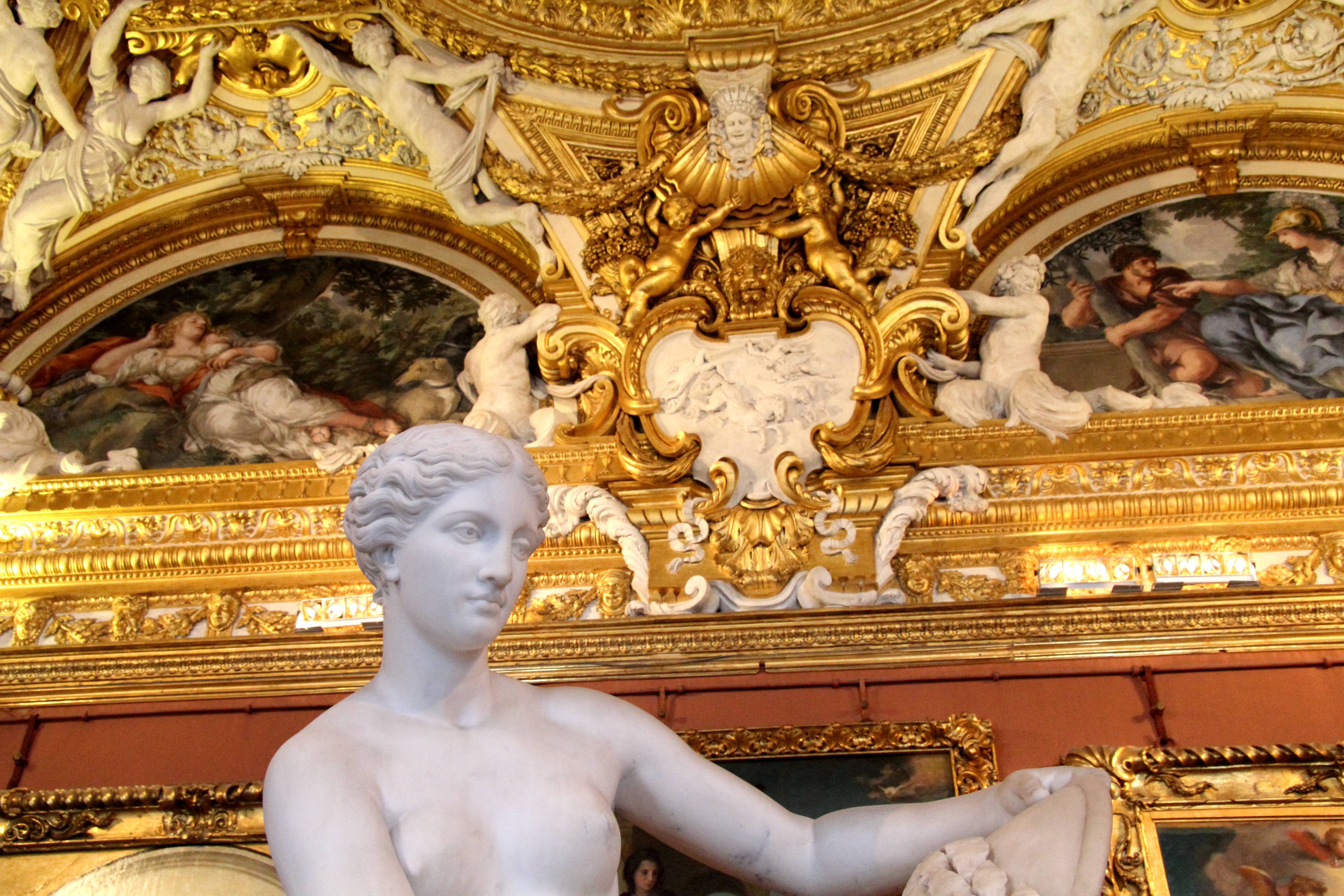
Cornisa de la Sala de Júpiter, amb frescos de llunetes i estucs de Pietro da Cortona

La Galeria Palatina, la galeria principal del Palazzo Pitti, conté un gran conjunt de més de 500 pintures, principalment renaixentistes, que van formar part de la col·lecció d'art privada dels Mèdici i els seus successors. La galeria, que desborda els apartaments reials, conté obres de Rafael, Ticià, Perugino (Lamentació sobre Crist mort), Correggio, Peter Paul Rubens i Pietro da Cortona. El caràcter de la galeria continua sent el d'una col·lecció privada, i les obres d'art s'exhibeixen i es pengen tal com haurien estat a les grans sales per a les quals van ser destinades en lloc de seguir una seqüència cronològica o ordenades segons l'escola d'art.
Les millors habitacions van ser decorades per Pietro da Cortona en estil barroc. Inicialment, Cortona va pintar al fresc una petita sala al pis noble anomenada Sala della Stufa amb una sèrie que representava les Quatre Edats de l'Home, que van ser molt ben rebudes; l’Edat d'Or i l'Edat de Plata es van pintar el 1637, seguides el 1641 per l’Edat de Bronze i l'Edat de Ferro. Es consideren entre les seves obres mestres. Posteriorment, es va demanar a l'artista que pintés al fresc les sales de recepció del gran ducal; un conjunt de cinc habitacions a la part davantera del palau. En aquestes cinc Sales Planetàries, la seqüència jeràrquica de les deïtats es basa en la cosmologia ptolemaica; Venus, Apol·lo, Mart, Júpiter (la sala del Tron dels Mèdici) i Saturn, però menys Mercuri i la Lluna, que haurien d'haver estat abans de Venus. Aquests sostres altament ornamentats amb frescos i treballs d'estuc elaborats celebren essencialment el llinatge dels Mèdici i l'atorgament d'un lideratge virtuós. Cortona va deixar Florència el 1647, i el seu alumne i col·laborador, Ciro Ferri, va completar el cicle a la dècada de 1660. Van inspirar les posteriors Sales Planeta del Palau de Versalles de Lluís XIV, dissenyades per Charles Le Brun.
La col·lecció va ser oberta al públic per primera vegada a finals del segle xviii, tot i que amb força reticència, pel Gran Duc Leopold I, el primer governant il·lustrat de Toscana, desitjós d'obtenir popularitat després de la desaparició dels Mèdici.

### Sales de la Galeria Palatina

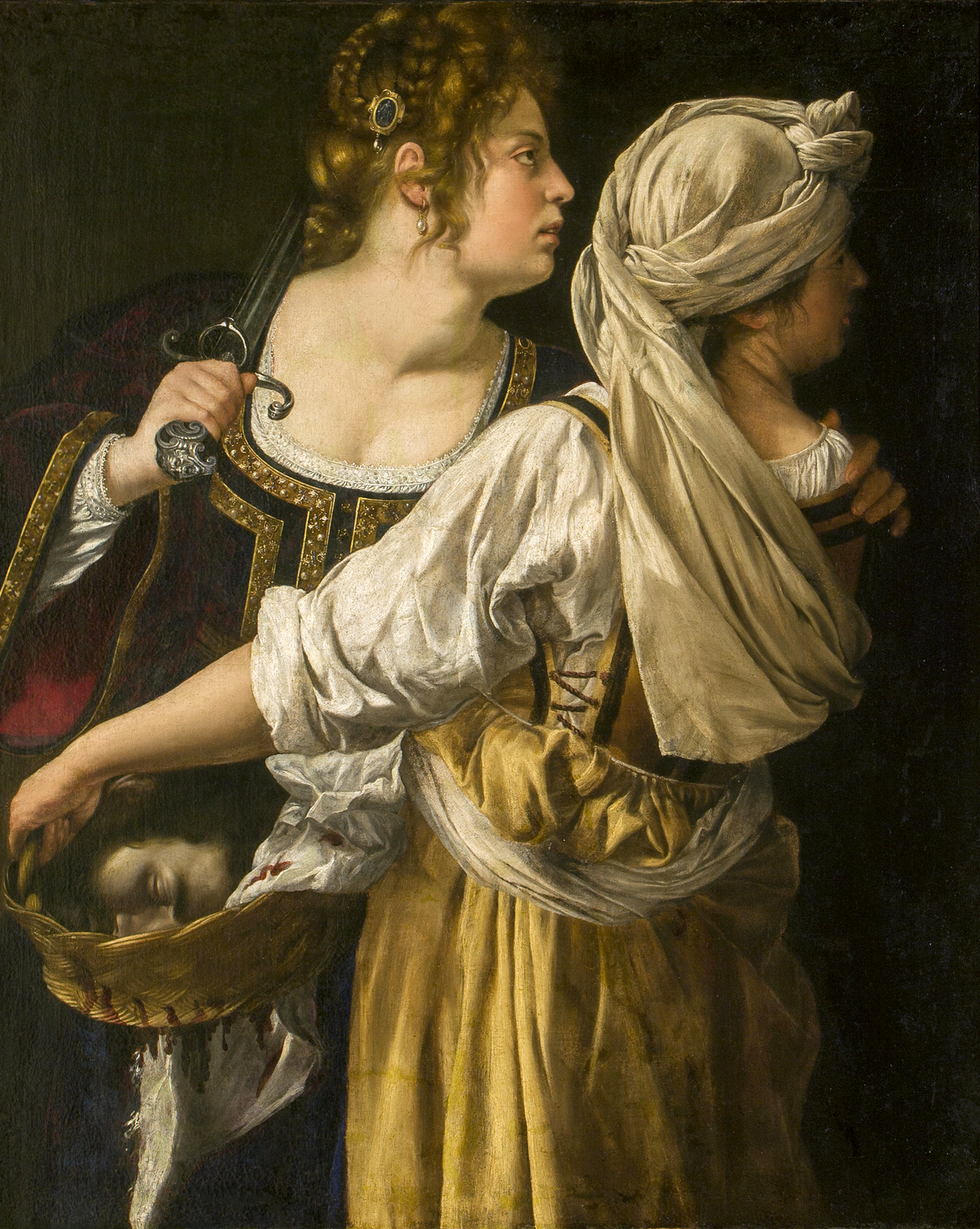
Artemisia Gentileschi, Judit i la seva criada amb el cap d'Holofernes (1613–1618)

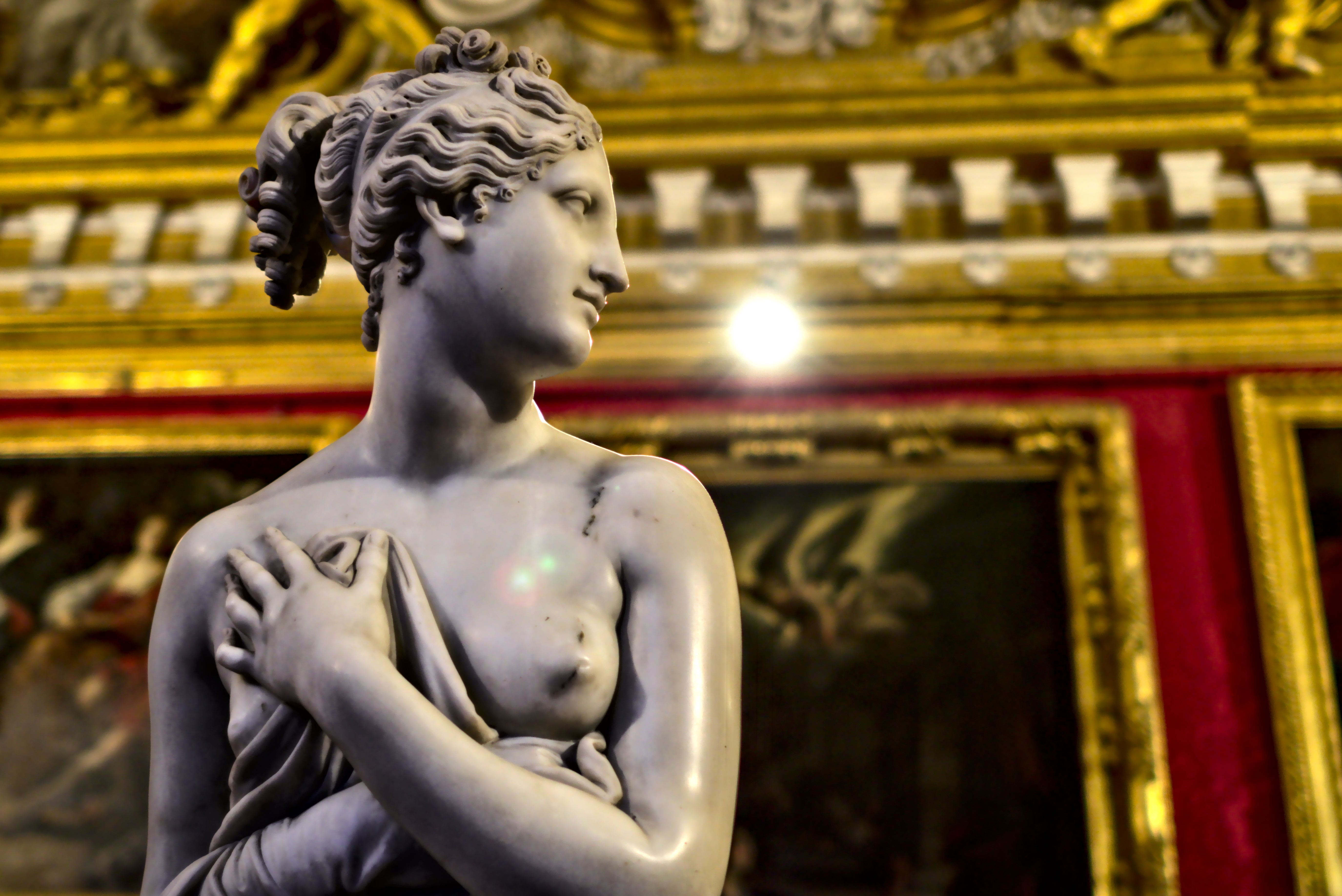
Primer pla de la Venus Italica de Canova (1810) tal com es veu a l'Habitación de Venus

La Galeria Palatina té 28 sales, entre les quals les següents:
- Sala de Castagnoli: rep el nom del pintor dels frescos del sostre. En aquesta sala s'exhibeixen retrats de les famílies governants dels Mèdici i de la Lorena, i la Taula de les Muses, una obra mestra de taula amb incrustacions de pedra realitzada per l’Opificio delle Pietre Dure entre 1837 i 1851.
- Sala de l'Arca: conté una pintura de Giovan Battista Caracciolo (segle xvii). El 1816, el sostre va ser pintat al fresc per Luigi Ademollo amb el Transport de l'Arca de l'Aliança que conté les Taules de la Llei.
- Sala de Psique: rep el nom dels frescos del sostre de Giuseppe Collignon; conté pintures de Salvator Rosa del 1640 al 1650.
- Sala de Poccetti: els frescos de la volta van ser atribuïts a Bernardino Poccetti, però ara s'atribueixen a Matteo Rosselli. Al centre de la sala hi ha una taula (1716) encarregada per Cosme III. A la sala també hi ha algunes obres de Rubens i Pontormo.
- Sala de Prometeu: rep el nom del tema dels frescos de Collignon (segle xix), i conté una gran col·lecció de tondi (pintures circulars); entre altres hi ha el Tondo Bartolini de Filippo Lippi (segle xv), dos retrats de Botticelli i pintures de Pontormo i Domenico Beccafumi.
- Sala de la Justícia: té un sostre pintat al fresc per Antonio Fedi (1771–1843) i exposa retrats (segle xvi) de Ticià, Tintoretto i Paolo Veronese.
- Habitació d'Ulisses: pintada al fresc el 1815 per Gaspare Martellini, conté obres primerenques de Filippino Lippi i Rafael.
- Sala de la Ilíada: conté lAssumpció dels Panciatichi i lAssumpció dels Passerini (c. 1522–1523 i 1526 respectivament) d’Andrea del Sarto, i pintures d’Artemisia Gentileschi (segle xvii).
- Sala de Saturn: conté el Retrat d'Agnolo Doni (1506), la Verge de la cadira (1516) i el Retrat de Tommaso Inghirami (1516) de Rafael; també conté una Anunciació (1528) d'Andrea del Sarto i Crist i els Evangelistes (1516) de Fra Bartolomeo.
- Sala de Júpiter: conté La Velata, el famós retrat de Rafael (1516) que, segons Giorgio Vasari, representa l'amant de l'artista. Entre les altres obres de la sala hi ha pintures de Rubens, Andrea del Sarto i Perugino.
- Sala de Mart: conté pintures al·legòriques de Rubens sobre les Conseqüències de la Guerra (d'aquí el nom de la sala) i els Quatre Filòsofs (entre ells Rubens es va retratar a si mateix, a l'esquerra). A la volta hi ha un fresc de Pietro da Cortona, el Triomf dels Mèdici.
- Sala d'Apol·lo: conté una Mare de Déu amb el Nen i Sants (1522) de Rosso Fiorentino, original de l'església de Santo Spirito, i dues pintures de Ticià: la Magdalena penitent i el Retrat d'un jove anglès (entre 1530 i 1540).
- Sala de Venus: conté la Venus Italica (1810) d’Antonio Canova, encarregada per Napoleó. A les parets hi ha paisatges (1640–1650) de Salvator Rosa i quatre pintures de Ticià, 1510–1545. Entre les pintures de Ticià hi ha un Retrat del papa Juli II (1545) i La Bella (1535).
- Sala Blanca: antiga sala de ball del palau, es caracteritza per les decoracions blanques i sovint s'utilitza per a exposicions temporals.

Els Apartaments Reials inclouen 14 habitacions. Van ser redecorats en estil Imperi pels monarques de Savoia, però encara hi ha algunes habitacions que conserven decoracions i mobles de l'època dels Mèdici.
La Sala Verda va ser pintada al fresc per Castagnoli a principis del segle xix. Exhibeix un gabinet d'intarsia del segle xvii i una col·lecció de bronzes daurats; la sala del tron va ser decorada per al rei Víctor Manuel II d'Itàlia i es caracteritza pel brocat vermell a les parets i pels gerros japonesos i xinesos (segles XVII-XVIII).
La Sala Blava conté mobles dels segles XVII i XVIII i retrats de membres de la família Medici de Justus Sustermans (1597–1681).

### Principals obres d'art
- Antonio Ciseri,  Ecce Homo (c. 1860–1880)
- Giovanni Fattori, Mary Stuart a la batalla de Langside (1861)

## Altres galeries

### Apartaments Reials
Es tracta d'una suite de 14 habitacions, antigament utilitzada per la família Mèdici i habitada pels seus successors. Aquestes habitacions han estat molt modificades des de l'època dels Mèdici, la més recent al segle xix. Contenen una col·lecció de retrats dels Mèdici, molts d'ells de l'artista Giusto Sustermans. A diferència dels grans salons que contenen la col·lecció Palatina, algunes d'aquestes habitacions són molt més petites i íntimes i, tot i que encara són grans i daurades, són més adequades per a les necessitats de la vida quotidiana. El mobiliari d'època inclou llits amb dosser i altres mobles necessaris que no es troben en cap altre lloc del palau. Els reis d'Itàlia van utilitzar el Palazzo Pitti per última vegada a la dècada del 1920. En aquell moment ja s'havia convertit en museu, però es va reservar una suite d'habitacions a l'ala Meridiana (ara Galeria d'Art Modern) per a ells quan visitaven Florència oficialment.

### Galeria d'Art Modern
Aquesta galeria té el seu origen en la remodelació de l’Acadèmia de Belles Arts de Florència el 1748, quan es va establir una galeria d'art modern. La galeria estava destinada a albergar les obres d'art que havien guanyat premis als concursos de l'acadèmia. En aquell moment, el Palazzo Pitti estava sent redecorat a gran escala i les noves obres d'art es recollien per adornar els salons recentment decorats. A mitjans del segle xix, les pintures modernes de la col·lecció del gran ducal eren tan nombroses que moltes van ser transferides al Palazzo della Crocetta, que es va convertir en la primera seu del recentment format Museu d'Art Modern.
Després de la Unificació italiana i l'expulsió de la família gran ducal del palau, totes les obres d'art modernes del gran ducal es van reunir sota un mateix sostre a la recentment anomenada Galeria Moderna de l'Acadèmia. La col·lecció va continuar expandint-se, sobretot sota el mecenatge de Víctor Manuel II. Tanmateix, no va ser fins al 1922 que aquesta galeria es va traslladar al Palazzo Pitti, on es va complementar amb més obres d'art modern propietat tant de l'estat com del municipi de Florència. La col·lecció es va allotjar en apartaments recentment desallotjats per membres de la família reial italiana. La galeria es va obrir al públic per primera vegada el 1928.
Avui dia, ampliada i repartida en 30 sales, aquesta gran col·lecció inclou obres d'artistes del moviment Macchiaioli i altres escoles italianes modernes de finals del segle xix i principis del XX. Les pintures dels Macchiaioli són particularment destacables, ja que aquesta escola de pintors toscans del segle xix dirigida per Giovanni Fattori va ser una de les primeres pioneres i fundadores del moviment impressionista. El títol de galeria d'art modern pot semblar incorrecte per a alguns, ja que l'art de la galeria cobreix el període comprès entre el segle xviii i principis del XX. No s'inclouen exemples d'art posterior a la col·lecció, ja que a Itàlia, art modern es refereix al període anterior a la Segona Guerra Mundial; el que ha seguit es coneix generalment com a art contemporani. A la Toscana, aquest art es pot trobar al Centro per l'arte contemporanea Luigi Pecci de Prato, una ciutat a uns 15 km de Florència.

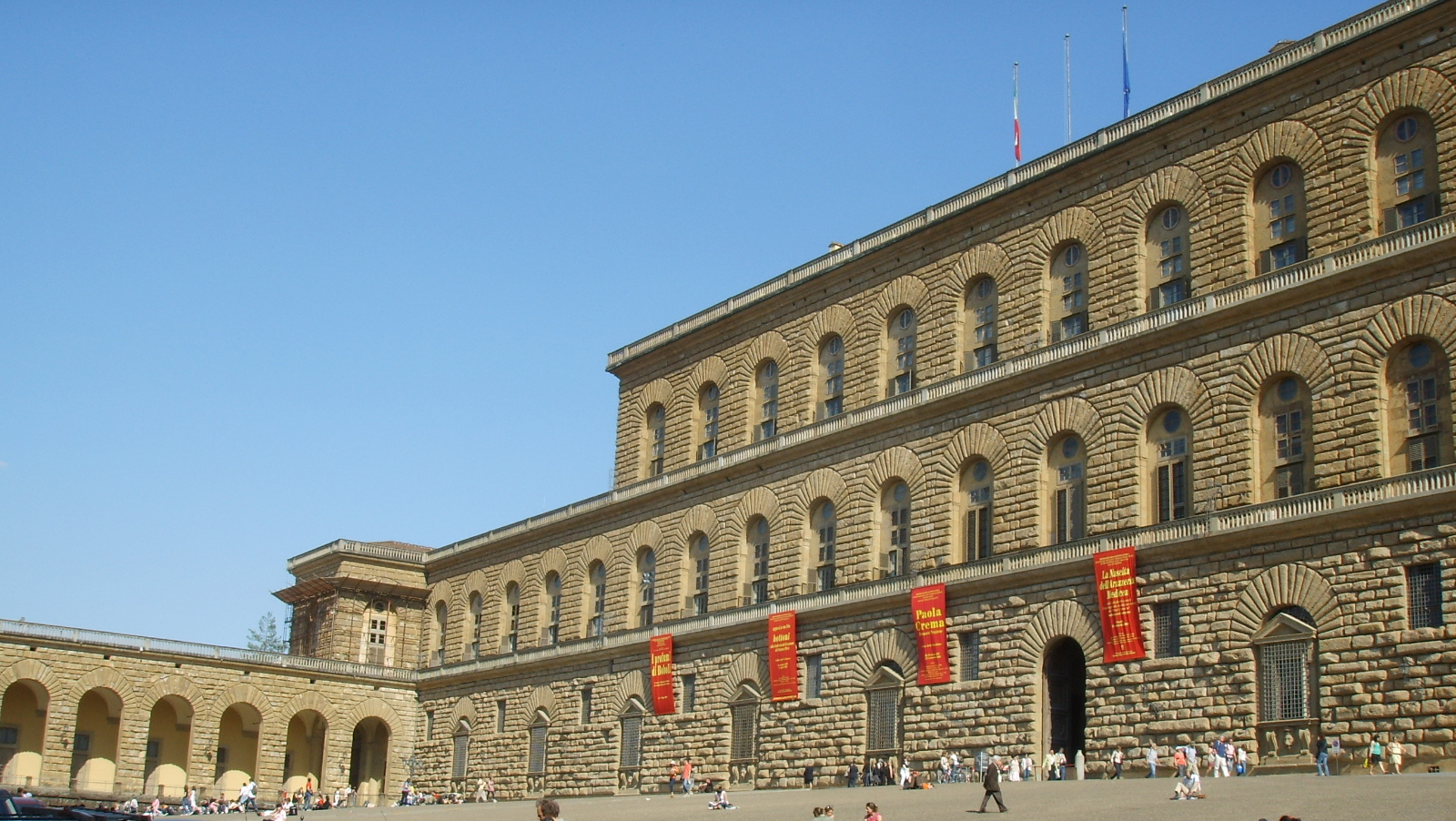
Una vista moderna del Palazzo Pitti
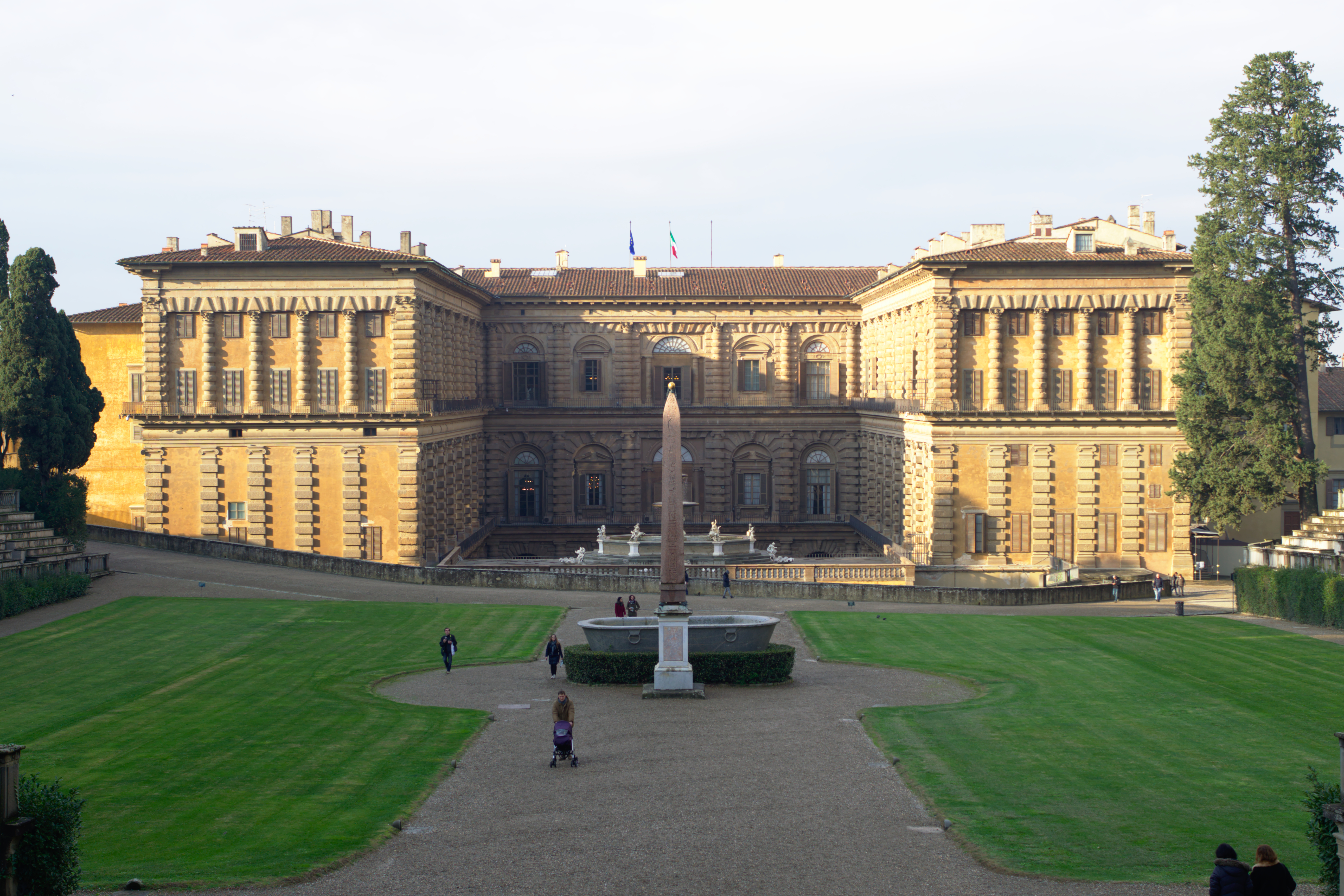
Façana sud del Palazzo Pitti davant de l'amfiteatre i l'obelisc de Boboli

### Tresor dels Grans Ducs
El Tresor dels Grans Ducs (Tesoro dei Granduchi), anteriorment anomenat Museu de la Plata (Museo degli Argenti), conté una col·lecció d'objectes de plata de valor incalculable, objectes d'ivori, joies, camafeus i obres de pedres semiprecioses, moltes de les quals provenen de la col·lecció de Llorenç el Magnífic, inclosa la seva col·lecció de gerros antics, molts amb delicats muntures de plata daurada afegides amb finalitats d'exposició al segle xv. Una sala exposa curiositats del món recollides pels Medici, inclosa una rara màscara de jade precolombiana i dos atlatl donats al papa Lleó X. Aquestes sales, que abans formaven part dels apartaments reials privats, estan decorades amb frescos del segle xvii, el més esplèndid dels quals és de Giovanni da San Giovanni, del 1635 al 1636. El Tresor també conté una bona col·lecció d'artefactes alemanys d'or i plata comprats pel Gran Duc Ferran III després del seu retorn de l'exili el 1815, després de l'ocupació francesa.